# Quarouble

Quarouble este o comună în departamentul Nord, Franța. În 1 ianuarie 2022 avea o populație de 3.141 de locuitori.